# Conopyge conica
Conopyge conica là một loài tò vò trong họ Ichneumonidae.